# Madascincus minutus
Madascincus minutus — вид сцинкоподібних ящірок родини сцинкових (Scincidae). Ендемік Мадагаскару.

## Поширення і екологія
Madascincus minutus мешкають на півночі і сході острова Мадагаскар. Вони живуть у вологих тропічних лісах, серед опалого листя. Зустрічаються на висоті від 250 до 1300 м над рівнем моря.